# البرکه، حماة
البرکه (به عربی: البرکة) یک روستا در سوریه است که در ناحیه زیاره واقع شده‌است. البرکه ۲۹۵ نفر جمعیت دارد.